# Trazidos pela Paz (livro)
Predefinição:Infobox obra de ficção
Trazidos Pela Paz é uma obra de fantasia contemporânea criada por Diego Del Calixto. A história acompanha um grupo de heróis que enfrentam ameaças sobrenaturais em um mundo dividido por guerras mágicas e segredos familiares. Com elementos de drama, magia e romance, a narrativa destaca-se pela construção emocional de seus personagens e suas complexas jornadas pessoais. A obra aborda temas como **sacrifícios, representatividade LGBTQIA+, amizade, força feminina e romance brasileiro**.

## Relações dos personagens
Karol é mãe de Diego, Mary e Melissa. Diego é tio de Yasmin e filho de Karol. Melissa é mãe de Yasmin. Mary e Geovanna são um casal lésbico, mães queer de Rosémary. Diego é amigo próximo de Brenda e Ana Kelly. Yasmin tem forte laço com Melissa, Diego e Karol. Mary e Geovanna são protetoras e guiam Rosémary. Débora se conecta emocionalmente com todos, trazendo harmonia e suporte em batalha. Karol, Maria de Paula e Ana Kelly possuem laços de amizade e estratégia em combate. Beatriz apoia principalmente Yasmin, Melissa e Karol em batalhas à distância.

## Enredo
A história se passa em um mundo mágico, onde heróis de diferentes origens lutam para proteger a paz. A primeira parte foca no desenvolvimento dos protagonistas e na construção do grupo, enquanto a segunda apresenta grandes batalhas, sacrifícios e confrontos com vilões poderosos como William e Novaria. Entre os acontecimentos principais, destacam-se:
- Treinamento dos heróis em diferentes escolas e sob tutores especiais.
- Despertar de poderes ocultos, como o "Olho de Karol".
- Sacrifício de personagens centrais, como Brenda e Diego.
- Relações familiares e afetivas, incluindo a criação de Rosémary, filha de Mary e Geovanna.

## Personagens principais
- Diego – Protagonista, tio de Yasmin, com poderes de manipulação da realidade semelhantes à Feiticeira Escarlate. Sacrifica-se para derrotar William no segundo arco.
- Yasmin – Psicomante, sobrinha de Diego, capaz de manipular mentes e criar barreiras psíquicas. Treinou em Lumiris.
- Melissa – Mãe de Yasmin, manipula elementos, equilibrada em defesa e ataque.
- Mary – Heróina protetora, com habilidades defensivas de cura e grande força física. Mãe de Rosémary junto com Geovanna.
- Geovanna – Sensitiva e empática, com conexão energética às almas e proteção da filha Rosémary.
- Débora – Doce e carismática, mas capaz de lutar corpo a corpo com vilões. Poder de "Impacto Harmônico", combinando força física e energia emocional. Empatada com Mary no ranking de força.
- Karol – Ágil e precisa, especializada em ataques rápidos e combate estratégico.
- Ana Kelly – Em crescimento, poderes em desenvolvimento ligados à energia e empatia.
- Beatriz (Bia) – Manipula água e ar, suporte e ataques à distância.
- Brenda – Possui energia venenosa; sacrificou-se para enfraquecer Novaria.
- Maria de Paula – Força espiritual, coragem e ataques baseados em determinação.

## Ranking de Poder
1. Karol – Combate ágil e estratégico, Heróina mais rápida dentre os heróis - Robnilza Rainha de uma cidade distante, mestra do ar, água, terra, e fogo - Jirgleide - Princesa da mesma cidade, poderes em desenvolvimento.
2. Yasmin – Psicomancia, heróina com QI mais elevado dentre os heróis.
3. Mary – Cura, proteção defesa, manipulação da luz - Débora – Impacto Harmônico (força física + energia emocional)
4. Geovanna – Sensitiva e empática, controla a terra, poderes herdados da mãe natureza.
5. Melissa – Manipulação elemental.
6. Diego – Manipulação da realidade / caos mágico.
7. Maria de Paula – Força espiritual,poderes principais ainda não revelados. - # Ana Kelly – Em crescimento
8. Beatriz – Água e ar
9. Brenda (in memoriam) – Energia venenosa.

## Desenvolvimento
Diego Del Calixto começou a escrever a obra em 2025, inspirando-se em elementos de fantasia, drama e construção emocional de personagens. A obra ganhou notoriedade principalmente através da publicação no Wattpad.

## Temas
- Sacrifícios heroicos
- Representatividade LGBTQIA+
- Amizade e união
- Força feminina
- Romance brasileiro
- Diversidade

## Sobre o autor
Diego Del Calixto é um escritor brasileiro, conhecido principalmente por sua obra de fantasia contemporânea Trazidos Pela Paz. Ele iniciou o projeto em 2024, publicando a história na plataforma Novel Toon, e logo após tendo o primeiro capítulo já publicando também no wattpad,onde conquistou leitores ativos e seguidores fiéis.  
Diego é reconhecido por sua capacidade de criar personagens complexos, explorar temas emocionais profundos e abordar assuntos sociais importantes, como **representatividade LGBTQIA+, sacrifícios, amizade, força feminina e romance brasileiro**. Sua escrita combina elementos de fantasia, drama e aventura, destacando-se pelo equilíbrio entre combates intensos e desenvolvimento psicológico dos protagonistas.  
Além de escritor, Diego atua como roteirista, Cantor e criador de universos ficcionais, mantendo contato próximo com sua comunidade de leitores e compartilhando atualizações sobre sua obra. Sua abordagem inovadora na narrativa e a integração de temas sociais lhe conferem destaque no cenário de literatura jovem e online.

## Recepção
A história possui leitores ativos na plataforma Wattpad e NovelToon sendo elogiada por seu enredo emocional, construção de personagens e combates detalhados. A recepção crítica ainda é limitada, mas a obra já possui seguidores fiéis.